# Benedetto Veli

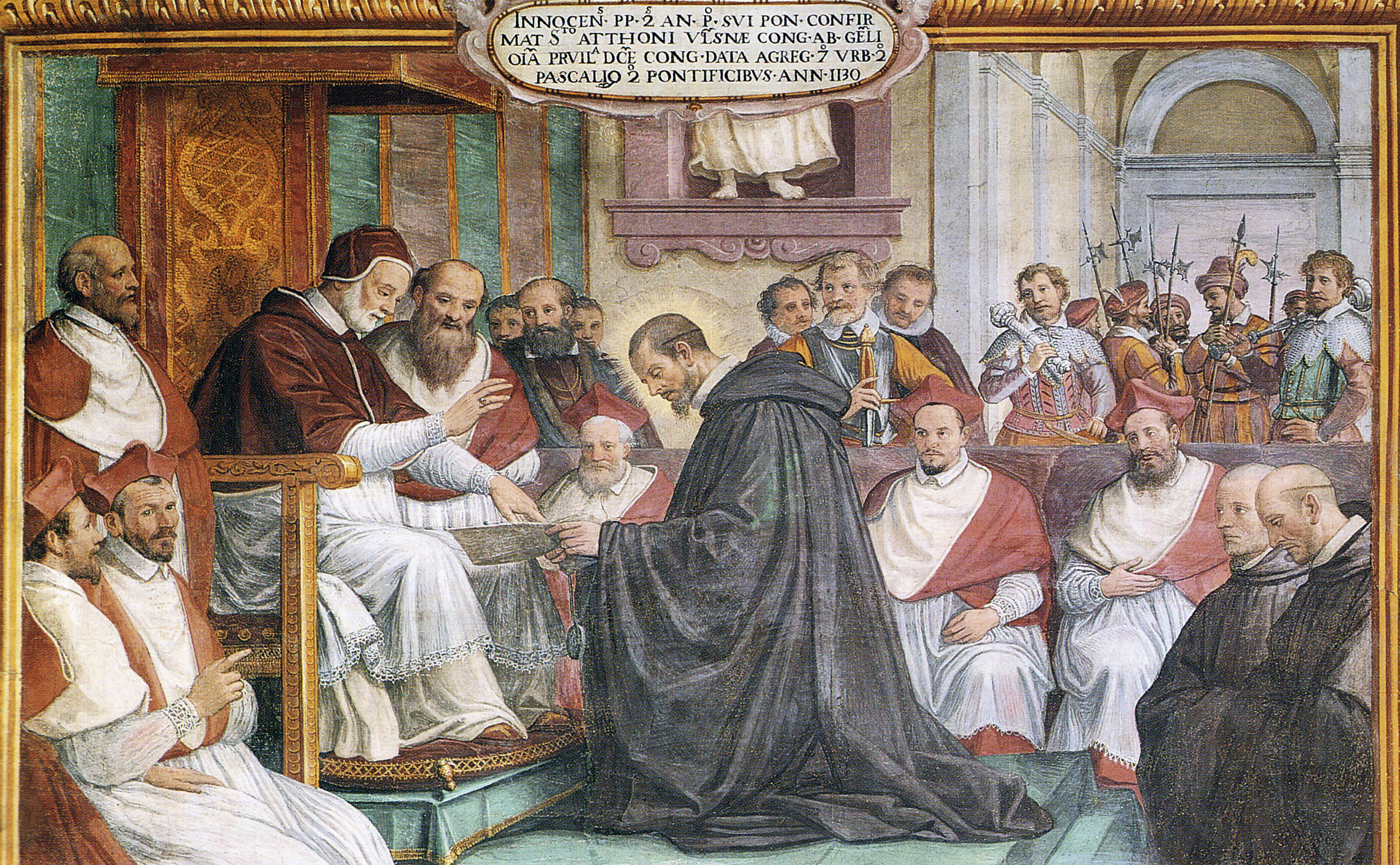
Incontro tra Innocenzo II e l'Abate Atto - Abbazia di Passignano

Benedetto Veli (Firenze, 1564 – 1639) è stato un pittore italiano.

## Biografia
Fu un esponente del tardo manierismo. Le sue opere principali sono custodite nell'abbazia di Passignano (affresco raffigurante l'Incontro tra Innocenzo II e l'Abate Atto), nella cattedrale di Pistoia (l'Ascensione) e nel museo della pieve di San Giovanni Battista a Cavriglia. Partecipò inoltre alle decorazione del chiostro Grande di Santa Maria Novella a Firenze.